# Кортина д'Ампецо
Кортѝна д'Ампѐцо (на италиански: Cortina d'Ampezzo; на ладински: Ampëz, Ампец; на немски: Hayden, Хайден) е град и община в североизточна Италия, провинция Белуно, регион Венето. Разположен е на 1211 m надморска височина. Населението на града е 6097 души (към 31 декември 2010 г.).
Градът е разположен в Доломитите.

## Спорт
Градът е важен зимен курорт. В него е трябвало да се проведат зимните олимпийски игри през 1944 г., които са отменени поради Втората световна война. От 26 януари до 5 февруари 1956 г. в Кортина се провеждат Седмите зимни олимпийски игри.